# Abdalah Jusuf Azam
Šejk Abdalah Jusuf Azam (arabsko عبدالله عزام), jordanski filozof, teolog in terorist, * 1941, Jenin, Samarija, † 24. november 1989, Pešavar, Pakistan.
Azam je bil eden pomembnejših islamskih teologov, ki so se ukvarjali s teorijo džihada. Bil je mentor in učitelj Osame bin Ladna.